# Reference (lingvistika)
Reference je v lingvistice část výpovědi, jíž se vytváří souvztažnost výrazů v textu na dálku. Jde o referenci vnitrotextovou (endoforickou). Referencemi tedy mluvčí odkazuje posluchače k něčemu, o čem hovořil dříve (anafora), řidčeji také k tomu, o čem bude hovořit později (katafora). Zároveň jsou reference důležitým prostředkem ekonomie mluvení, aby mluvčí nemusel opakovat skutečnosti, které už jsou známé z předchozího textu. Právě vyváženost referencí – aby bylo zřejmé, která části textu spolu souvisejí, ale aby zároveň nebyl text zatížen přílišným opakováním – je jeden z významných prvků, který zajišťuje koherenci textu.
Příklad: Do tanečního sálu vstoupil podivně oblečený muž. Uvnitř už postávalo několik dalších lidí – stará paní s pivem, růžolící dívka v černých šatech a starší muž, pokuřující dýmku. Muž s puntíkovaným červeným šátkem se opovržlivě rozhlížel sálem. – Bez reference, např. ukazovacího zájmena, posluchač znejistí, zda třetí věta odkazuje k témuž muži jako první část výpovědi.
Referencí mimotextovou (exoforickou) je deixe, která neodkazuje k jiným částem textu, ale k okolnímu světu (já, ty, on, tohle, tento, onen, zde, tam…).

## Forma reference
Reference se mohou tvořit různými jazykovými prostředky, nejčastěji jde o:
- ukazovací zájmena, případně rozvinutá o další vysvětlení:
  - Palacký i Šafařík, tento Slovák, onen Moravan, psali spisovným jazykem českým.
  - A ten slon, o kterém jsem mluvil před chvílí, nese celý náš svět na jetelovém květu.
- osobní zájmena:
  - Klára dnes celý večer básnila o Jiřím. Ona je do něj bláznivě zamilovaná.
- synonyma a synonymní výpovědi:
  - Na nábřeží posedával starý námořník. “Myslím, že dnes nevyplujete,” zasmál se zkušený mořský vlk. – Posluchači je i bez ukazovacího zájmena zřejmé, že druhá část výpovědi referuje o tomtéž muži, jako první.
- opakování:
  - Mirek je skaut, odvážný kluk a rozhodně to není žádný hlupák, o tom se Bohouš přesvědčil. Budeme mu muset pomoci. – Pokud nezopakujeme jméno nebo referenci nerozšíříme jiným způsobem, není jasné, zda zájmeno mu odkazuje k Mirkovi nebo Bohoušovi.

## Předmět reference
Refererovat lze v podstatě jakoukoli část výpovědi, ať už jde o osoby, místa, čas, předmět události atd. Např. věta: On to tam tehdy neudělal? nepřináší bez znalosti kontextu žádnou informaci, ale v reakci na větu: Táta jede zítra zase po měsíci na chatu, aby tam opravil střechu. je plně referenční: On (táta) to (střechu) tam (na chatě) tehdy (před měsícem) neudělal (neopravil)?